# Victor Staub
Victor Henri Staub (Lima, 16 ottobre 1872 – Parigi, 4 febbraio 1953) è stato un pianista, compositore e docente francese.

## Biografia
Nato in Perù da genitori franco-svizzeri, Staub dimostrò una precoce attitudine per il pianoforte. Studiò al Conservatorio di Parigi con Antoine Marmontel e Louis Diémer, ottenendo un primo premio in pianoforte nel 1888.
Staub gareggiò nel premio Anton Rubinstein a Berlino nel 1895. Lui e Josef Lhévinne suonarono entrambi la Sonata Hammerklavier di Beethoven op. 106. Nel primo turno di votazioni, Staub e Lhévinne ottennero lo stesso numero di voti, ma Lhévinne alla fine ricevette il primo premio da 5.000 franchi dopo un secondo turno di votazioni.
Staub insegnò per cinque anni al conservatorio di Colonia. Lasciò Colonia nel 1902 e tornò a Parigi.
Divenne professore al Conservatorio di Parigi il 21 ottobre 1909 prendendo il posto di Edouard Risler. Alla morte di Élie-Miriam Delaborde nel 1914, Gabriel Fauré scelse Staub invece di Marguerite Long per guidare la Classe Supérieure per le donne. Tra le studentesse di Staub c'erano Germaine Devèze, Madeleine Giraudeau, Jacqueline Pangnier (Robin), Hélène Pignari e Rita Savard. Insegnò anche a José Iturbi, Ernest Hoffzimmer e Raymond Trouard. Staub si ritirò dal Conservatorio il 15 gennaio 1941 e gli succedette Armand Ferté.
Victor Staub registrò il Valzer in Fa, op. 34, n. 3 di Chopin, Ménéstrels di Debussy e Des Abends di Schumann.
Compose numerosi pezzi per pianoforte, tra cui in particolare Sous Bois (1902) e Bolero (1924), oltre al suo arrangiamento per pianoforte dell'Apprendista stregone di Paul Dukas. Scrisse anche opere pedagogiche.
Raymond Trouard ha ricordato che:

## Vita privata
Figlio di Henri Staub (Zurigo 1845–Parigi 1906) e Isabelle Merey (1847–1907), Victor Staub aveva tre sorelle: Emma, Béatrice e Sylvie. Con la sua prima moglie, Blanche Marie de Orelly (1882–1906), Victor Staub ebbe una figlia, Diana Staub (nata nel 1905). Sposò poi Marie Marguerite Emilie Baneux (1882–1958) ed ebbe una figlia, Odette Blanche Staub (1908–2000). Odette era la madre dell'attore Jean Claudio.
Victor Staub visse al 27 di rue Fourcroy, a Parigi, dove impartì anche lezioni private per "professionisti, dilettanti e bambini".

## Lavori

### Pianoforte solista
| Opera | Titolo                            | Anno |
| ----- | --------------------------------- | ---- |
| 6     | Sous bois                         | 1902 |
| 11    | Aubade - impromptu                |      |
| 13    | Gaiement                          | 1908 |
| 15    | Scintillements - arabesque        | 1908 |
| 18    | En Valsant - Valse Mignonne       |      |
| 22    | Chanson gaie                      | 1909 |
| 27    | Pasquinade                        | 1912 |
| 28    | Sérénade Italienne                |      |
| 29    | La ronde des follets              |      |
| 38    | Sérénade espagnole                |      |
| 40    | Rêverie                           |      |
| 44    | Sérénade française                |      |
| 46    | Humoresque                        |      |
|       | Les deux compères                 | 1905 |
|       | Les matines                       | 1919 |
|       | Boléro                            | 1924 |
|       | Les chasseurs                     | 1930 |
|       | Pantomime                         | 1930 |
|       | Bab-el-oued                       |      |
|       | Chanson arabe                     |      |
|       | Conchita                          |      |
|       | Danse napolitaine                 |      |
|       | Le chant du muletier              |      |
|       | Les jongleurs                     |      |
|       | Li-o-ting                         |      |
|       | Mazurka                           |      |
|       | Paysage ensoleillé                |      |
|       | Pepita - pièce espagnole - boléro |      |
|       | Rêverie hindoue                   |      |
|       | Saboulah - pièce orientale        |      |
|       | Sérénade valse                    |      |
|       | Simple conte                      |      |
|       | Tango                             |      |
|       | Valse ballet                      |      |
|       | Valse lente                       |      |

### Pianoforte a 4 mani
- Trois Pièces: En trottinant, Marcia; En dansant, Valzer; En chantant, Serenata (1909)

### Operetta
- Les quatre fils Aymon, Un atto (Eseguita al Cercle des Joyeux, 19 dicembre 1888)

### Canzoni
- L'heure délicieuse, Liriche di Lucien Marotte. 1910
- L'heure silencieuse, Liriche di Lucien Marotte. 1910